# China Spring
China Spring è un census-designated place (CDP) degli Stati Uniti d'America della contea di McLennan nello Stato del Texas. La popolazione era di 1 281 abitanti al censimento del 2010. Si trova circa dodici miglia a nord-ovest di Waco, sulla Farm to Market Road 1637, e fa parte dell'area metropolitana di Waco.

## Geografia fisica
Secondo lo United States Census Bureau, il CDP ha una superficie totale di 11,97 km², dei quali 11,97 km² di territorio e 0 km² di acque interne (0% del totale).

## Società

### Evoluzione demografica
Secondo il censimento del 2010, la popolazione era di 1 281 abitanti.

### Etnie e minoranze straniere
Secondo il censimento del 2010, la composizione etnica del CDP era formata dal 93,21% di bianchi, lo 0,94% di afroamericani, l'1,72% di nativi americani, lo 0% di asiatici, lo 0% di oceanici, il 2,89% di altre razze, e l'1,25% di due o più etnie. Ispanici o latinos di qualunque razza erano il 14,91% della popolazione.